# Србија на Европском првенству у атлетици за млађе сениоре 2017.
Србија је учествовала на 11. Европском првенству за млађе сениоре 2017. одржаном у Бидгошћу, Пољска, од 13. до 16. јула. Репрезентацију Србије на њеном шестом учешћу на европским првенствима за млађе сениоре од 2006. године од када Србија учествује самостално под овим именом, представљало је 10 спортиста (2 мушкарца и 8 жена), који су се такмичили у 11 дисциплина (3 мушке и 8 женских).
На овом првенству такмичари из Србије нису остварили неки резултат.

## Учесници
| Мушкарци: - Алекса Кијановић — 100 м, 200 м - Марко Перић — Бацање диска | Жене: - Зорана Барјактаровић — 100 м, 200 м - Николета Шимић — 100 м - Зорана Грујић — 800 м - Јелена Грујић — 400 м препоне - Даница Гогов — Ходање 20 км - Марија Стојадиновић — Троскок - Александра Ивановић — Бацање кладива - Атина Камаси — Бацање копља |  |

## Резултати

### Мушкарци
| Атлетичар        | Дисциплина   | Лични рекорд | Квалификације | Квалификације | Полуфинале           | Полуфинале           | Финале               | Финале       | Детаљи |
| Атлетичар        | Дисциплина   | Лични рекорд | Резултат      | Место         | Резултат             | Место                | Резултат             | Место        | Детаљи |
| ---------------- | ------------ | ------------ | ------------- | ------------- | -------------------- | -------------------- | -------------------- | ------------ | ------ |
| Алекса Кијановић | 100 м        | 10,59        | 10,78         | 7. у гр. 1    | Није се квалификовао | Није се квалификовао | Није се квалификовао | 34 / 41      |        |
| Алекса Кијановић | 200 м        | 21,21        | 21,44         | 5. у гр. 4    | Није се квалификовао | Није се квалификовао | Није се квалификовао | 20 / 25 (27) |        |
| Марко Перић      | бацање диска | 54,17        | 51,68         | 10. у гр. А   |                      |                      | Није се квалификовао | 21 / 25 (26) |        |

### Жене
| Атлетичарка          | Дисциплина     | Лични рекорд | Квалификације | Квалификације | Полуфинале            | Полуфинале            | Финале                | Финале       | Детаљи |
| Атлетичарка          | Дисциплина     | Лични рекорд | Резултат      | Место         | Резултат              | Место                 | Резултат              | Место        | Детаљи |
| -------------------- | -------------- | ------------ | ------------- | ------------- | --------------------- | --------------------- | --------------------- | ------------ | ------ |
| Николета Шимић       | 100 м          | 11,89        | 12,16         | 6. у гр. 1    | Нису се квалификовале | Нису се квалификовале | Нису се квалификовале | 25 / 29      |        |
| Зорана Барјактаровић | 100 м          | 11,53        | 11,78         | 5. у гр. 3    | Нису се квалификовале | Нису се квалификовале | Нису се квалификовале | 18 / 29      |        |
| Зорана Барјактаровић | 200 м          | 23,62        | 24,20         | 5. у гр. 2    | Нису се квалификовале | Нису се квалификовале | Нису се квалификовале | 20 / 29 (31) |        |
| Зорана Грујић        | 800 м          | 2:06,30      | 2:09,86       | 7. у гр. 3    |                       |                       | Нису се квалификовале | 21 / 24      |        |
| Јелена Грујић        | 400 м препоне  | 59,70        | 1:00,86       | 7. у гр. 3    | 28 / 30               |                       | Нису се квалификовале |              |        |
| Даница Гогов         | 20 км ходање   | 1:45:53      |               |               |                       |                       | 1:45:53               | 20 / 23 (27) |        |
| Марија Стојадиновић  | троскок        | 12,95        | 12,28         | 11. у гр. Б   | Нису се квалификовале | 22 / 22               |                       |              |        |
| Александра Ивановић  | бацање кладива | 61,12        | 54,28         | 13. у гр. Б   | Нису се квалификовале | 29 / 30 (31)          |                       |              |        |
| Атина Камаси         | бацање копља   | 52,32        | 49,37         | 10. у гр. A   | Нису се квалификовале | 18 / 36 (28)          |                       |              |        |